# Onthophagus atrosetosus
Onthophagus atrosetosus es una especie de insecto del género Onthophagus de la familia Scarabaeidae del orden Coleoptera.

## Historia
Fue descrita científicamente por primera vez en el año 1902 por D'Orbigny.